# Vladímir Solodov
Vladímir Viktorovich Solodov (en ruso: Владимир Викторович Солодов; Moscú, 26 de julio de 1982) es un político ruso que se desempeña como gobernador del Krai de Kamchatka desde julio de 2020.

## Biografía
Vladímir Solodov nació el 26 de julio de 1982 en Moscú, capital de la entonces República Socialista Federativa Soviética de Rusia y de la Unión Soviética. En 2002 comenzó sus estudios superiores en el Instituto de Estudios Políticos de París (Francia) y a su vuelta a Rusia se graduó en la Facultad de Administración Pública de la Universidad Estatal de Moscú en 2004. De 2004 a 2007 estudió un posgrado de candidato de ciencias en la misma universidad. En 2007 presentó su tesis en ruso: Электронное правительство как инструмент трансформации государственного управления, lit. 'Gobierno electrónico como herramienta transformadora de la Administración Pública'.
Hasta 2015 tuvo trabajos orientados a la enseñanza superior, tanto en puestos de profesor como de impulsor de proyectos concretos.

### Carrera política
El 6 de abril de 2015, fue nombrado Representante Plenipotenciario Adjunto del Presidente de la Federación de Rusia en el Distrito Federal del Lejano Oriente, Yuri Trútnev. Se encargó de la política social y económica, de la ejecución de proyectos públicos y de la educación patriótica.
El 1 de agosto de 2017, fue nombrado Presidente del Consejo de Administración del Fondo de Desarrollo del Lejano Oriente (fundado por Vnesheconombank). Solodov participó activamente en el trabajo para aumentar sistemáticamente el atractivo de las regiones para la inversión, eliminar las barreras administrativas a las empresas existentes y nuevas, incluidos los residentes de los territorios de desarrollo social y económico avanzado y el puerto franco de Vladivostok.

#### Presidente de Sajá (Yakutia)
El 26 de junio de 2018, fue nombrado Presidente Interino del Gobierno de la República de Sajá (Yakutia). Tras las elecciones del 18 de octubre de 2018 a la Asamblea Estatal de la República de Sajá, fue electo Presidente del Gobierno de la República de Sajá (Yakutia).

#### Gobernador de Kamchatka
El 3 de abril de 2020, fue nombrado gobernador interino del Krai de Kamchatka. En julio de 2020, durante las elecciones al gobernador del Krai de Kamchatka, Vladímir Solodov se registró como candidato independiente. En las elecciones celebradas el 13 de septiembre de 2020, recibió el 80,51 % de los votos con una participación del 37,15 % del total de votantes registrados, por lo que fue elegido en primera vuelta. La toma de posesión del jefe electo del Krai de Kamchatka tuvo lugar el 21 de septiembre de 2020.
En agosto de 2023, el gobernador del Krai de Kamchatka, Vladímir Solodov, viajó a los territorios ocupados de la región de Donetsk y condecoró a los militares «Sopov» y «Rau». Actuaron como «militares ejemplares»: acompañaron al gobernador a la zona de guerra, se tomaron fotos con él. Sopov se convirtió en el héroe del reportaje de vídeo de Izvestia.
Dos meses más tarde, los militares contratados de la 155.ª Brigada de Infantería Naval de la Flota del Pacífico, Sopov y Rau, cometieron un terrible crimen, cuyas víctimas fueron una familia de 9 personas, incluidos dos niños: un niño Nikita y una niña Nastya. No hubo comentarios oficiales del gobierno del Krai de Kamchatka ni de la oficina del gobernador. Un año más tarde, la brigada fue diezmada en los combates de Kursk por la 82ª Brigada de Asalto ucraniana.

### Vida personal
Está casado y tiene un hijo.

## Sanciones
El 24 de febrero de 2023, el Departamento de Estado de EE. UU. incluyó a Solodov en la lista de sanciones de personas involucradas en «la implementación de operaciones y agresiones rusas contra Ucrania, así como en la gestión ilegal de los territorios ucranianos ocupados en interés de la Federación Rusa», en particular por «reclutar ciudadanos para la guerra en Ucrania», en referencia a su papel en la Movilización militar de 2022 como gobernador de un sujeto federal ruso. Anteriormente, Solodov fue incluido por la Fundación Anticorrupción en la lista de funcionarios corruptos y belicistas, con una propuesta para imponer sanciones internacionales en su contra.
El 1 de abril de 2023, fue incluido en la lista de sanciones de Ucrania como «jefe de un organismo estatal que apoyó/alentó/aprobó públicamente la política de la Federación Rusa destinada a llevar a cabo operaciones militares y genocidio de la población civil en Ucrania».
El 23 de junio de 2023, Solodov fue incluido en la lista de sanciones de todos los países de la UE por apoyar acciones que menoscaban y amenazan la integridad territorial, la soberanía y la independencia de Ucrania, así como por la secuestro ilegal de niños ucranianos.
El 17 de julio de 2023, fue incluido en la lista de sanciones del Reino Unido en respuesta a la deportación forzada de niños ucranianos por parte de Rusia por su participación en el «programa del gobierno ruso para la deportación forzada y la reeducación de niños ucranianos». Por razones similares, está bajo sanciones australianas.

## Obra investigadora
Es autor y coautor de más de 30 artículos sobre administración pública, entre ellos:
- «E-Government и борьба с коррупцией», 2006 (Gobierno electrónico y la lucha contra la corrupción)
- «Электронная бюрократия: постбюрократия или сверхбюрократия», 2007 (Burocracia electrónica: Postburocracia y súper-burocracia)
- «Мобильные сервисы как инструмент повышения качества государственных услуг», 2009 (Servicios móviles como herramienta para mejorar la calidad de los servicios públicos)
- «Моделирование поведения потребителей», 2012 (Comportamiento del consumidor modelo)